# Harry Shields
Harry Shields (* 9. Juni 1899 in New Orleans; † 19. Januar 1971 ebendort) war ein US-amerikanischer Musiker (Klarinette) des New Orleans Jazz. Nach Ansicht des Billboard hatte er ein „authentisches Gespür für die frühe Periode“ des Jazz.

## Leben und Wirken
Harry Shields stammte aus einer Musikerfamilie; er war der jüngere Bruder des Jazzklarinettisten Larry Shields (1893–1953). Seine Karriere verbrachte er zumeist in New Orleans.
In seiner Jugend versuchte Harry Shields von außen (er war Weißer) Johnny Dodds’ Spiel in der Nolte’s Hall zu hören, das nahe seinem Wohngebiet lag. Vom Claiborne Canal aus hörte er schwarze und kreolische Musiker wie Sam Morgan, Kid Rena und Punch Miller. Während sein Bruder Larry mit der Original Dixieland Jazz Band außerhalb der Stadt Karriere machte, spielte Harry in verschiedenen Bands wie der von Emmett Hardy im Midway Pavilion. Sein Bruder Eddie Shields war Pianist; Schlagzeuger war der junge Monk Hazel.
In den folgenden Jahren spielte Shields dann in Norman Brownlees Orchestra of New Orleans, mit dem 1925 erste Aufnahmen entstanden, anschließend arbeitete er u. a. mit Tom Brown und Johnny Wiggs. Weitere Aufnahmen, an denen Shields beteiligt war, entstanden erst wieder den 1950er-Jahren, als mit Papa Jack Laine, Sharkey Bonano, Joe Mares, George Hartman, den Dukes of Dixieland, Lee Collins, Monk Hazel, Doc Souchon, Santo Pecora, Al Hirt, George Girard und Emile Christian aufnahm.
1954 spielte Shields unter eigenem Namen die Titel „Singin’ the Blues“ und „Alice Blue Gown“ für die EP Clarinet – New Orleans Style (Melodisc) ein (mit Armand Hug, Chink Martin, Abbie Brunies). 1959 gastierte er mit Bonano, Hug, Percy Humphrey, Alcide Pavageau, Sherwood Mangiapane und Louis Barbarin bei Art Ford’s Jazz Party. In den 1960er Jahren spielte er noch mit Tony Parenti und in Alvin Alcorn’s Jazz Band; außerdem trat er in der Preservation Hall auf. Shields schrieb den Titel „Clarinet Marmelade“. Im Bereich des Jazz war er zwischen 1925 und 1970 an 54 Aufnahmesessions beteiligt.
Jane Bunnett zählte Harry Shields zu ihren Vorbildern.